# Luigi Dallapiccola
Luigi Dallapiccola (* 3. Februar 1904 in Pisino/Pazin, Istrien; † 19. Februar 1975 in Florenz) war ein italienischer Komponist.

## Leben

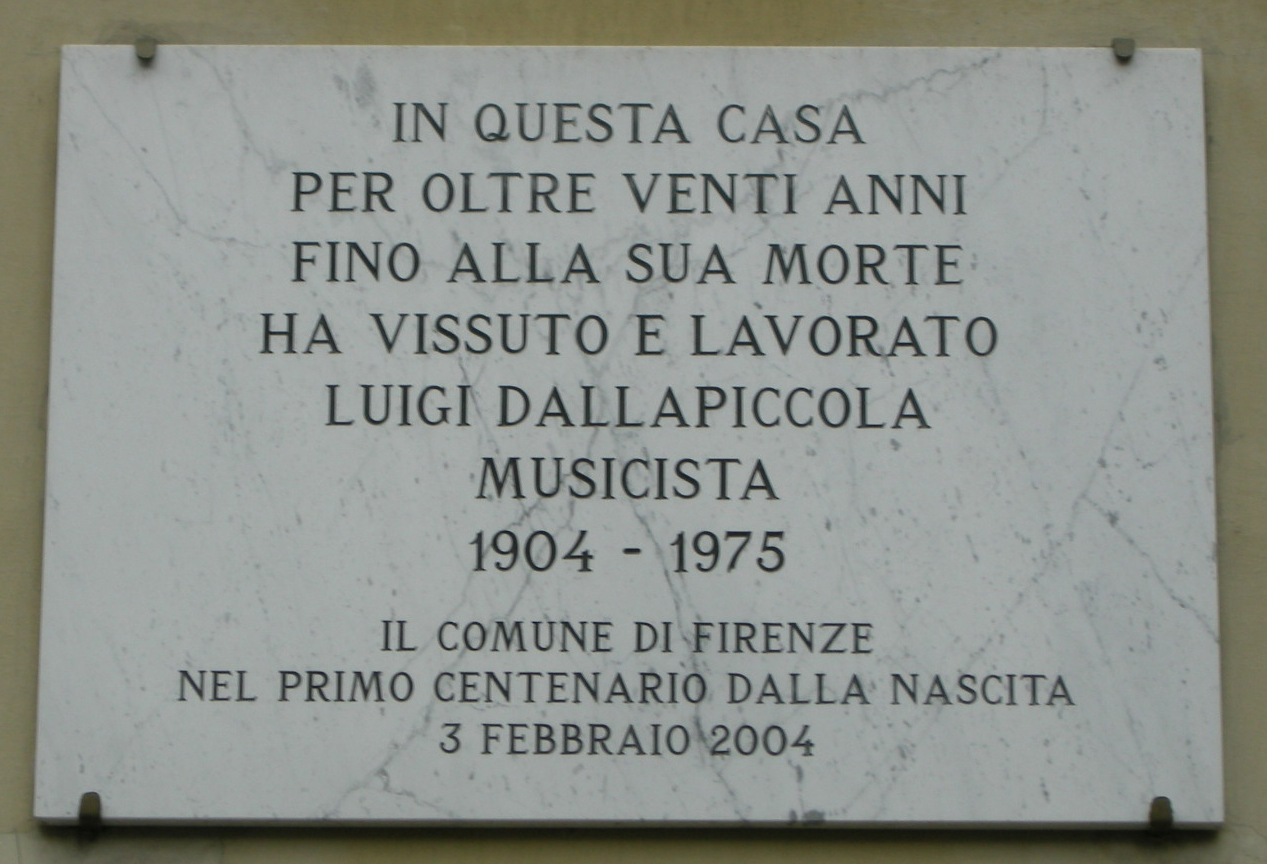
Gedenktafel an Dallapiccolas Wohnhaus in Florenz

Dallapiccola wurde als Sohn eines Schulleiters geboren, begann im Alter von acht Jahren mit dem Klavierspiel und beschäftigte sich ab dem elften Lebensjahr mit Komposition. Durch den Ausbruch des Ersten Weltkriegs wurden seine Studien 1917 unterbrochen. Seine Familie wurde für knapp zwei Jahre nach Graz deportiert und dort interniert. In dieser Zeit kam er mit der deutschen und österreichischen Oper – insbesondere der von Richard Wagner und Wolfgang Amadeus Mozart – in Kontakt. Seine Familie kehrte 1919 nach Istrien zurück, dort konnte er seine Ausbildung fortsetzten, dazu reiste er für privaten Klavier- und Harmonielehreunterricht nach Triest. Von 1922 bis 1924 studierte Dallapiccola Klavier bei Ernesto Consolo in Florenz. Die Begegnung mit Arnold Schönbergs Pierrot lunnaire festigte seinen Entschluss, eine Komponistenlaufbahn einzuschlagen, und so studierte er bis Anfang der 1930er Jahre Komposition bei Vito Frazzi auf dem Luigi Cherubini Konservatorium in Florenz. Von 1934 bis 1967 arbeitete er dort schließlich selbst als Lehrer für Klavier und Komposition. Diese Tätigkeit erlaubte es ihm, zu reisen und verschiedenste Werke und Komponisten – unter anderem Alban Berg und Anton Webern – kennenzulernen. Bis ins hohe Alter war Luigi Dallapiccola aktiv und reiste durch Europa, England, die USA and Argentinien. Er war ein geschätzter Lehrer und Dozent und unterrichtete an verschiedenen Institutionen, wie dem Berkshire Music Center in Tanglewood und dem Queens College.

## Werk
Seine Opern gelten heute als Klassiker der Moderne. Zu seinen Verdiensten zählt unter anderem die Einführung der Zwölftontechnik in Italien. Allerdings folgt diese Zwölftontechnik nicht den „traditionellen“ Regeln nach Arnold Schönberg, sondern ist eher motivisch zu verstehen. Sein Kompositionsstil zeichnet sich außerdem durch einen Kontrapunkt aus, der sich an Johann Sebastian Bach und italienischen Vorbildern orientiert (Tartiniana). Bekannt wurde Dallapiccola vor allem durch die Uraufführung des Orchesterwerks mit Sopransolo Partita (1930–1932). In seinem gesamten Œuvre, welches ungefähr vier dutzend Werke umfasst, nimmt die Vokalmusik die bedeutendste Stellung ein.
Obwohl er sich anfangs noch von den Großmachtsphantasien Gabriele D’Annunzios beeindruckt zeigte – er vertonte u. a. 1930 dessen „Kvarner Lied“ (ital. La Canzone del Quarnaro), in welchem der Anspruch Italiens auf Istrien, Dalmatien und die adriatischen Inseln besungen wird – bezog er doch in späteren Jahren klarere Positionierungen zu politischen und gesellschaftlichen Themen in seinen Werken. Beispielhaft dafür sind die antifaschistischen Canti di prigionia (1938–1941, Gesänge der Gefangenschaft) und die Canti di liberazione (1951–1955, Gesänge der Befreiung).
Schwerpunkt von Dallapiccolas Schaffen war jedoch die Gattung der Oper, die er in einem sehr italienischen Sinne pflegte, indem er sich in ihr nicht von dem Brauch des Belcanto verabschiedete, sondern diesen im Lichte der Zwölftontechnik und des Kontrapunkts auf eine Weise verwendete, die lyrischer als jene Alban Bergs und Schönbergs anmutet. Dallapiccola war Leiter der das kulturelle Leben von Florenz seinerzeit mitbestimmenden „Florentiner Schule der Dodekaphonie“, der unter anderem der Gitarrist und Komponist Reginald Smith Brindle angehörte.
1950 wurde Dallapiccola zum Ehrenmitglied der International Society for Contemporary Music ISCM ernannt. 1964 wurde er mit dem Ludwig-Spohr-Preis der Stadt Braunschweig und 1973 mit einem Antonio-Feltrinelli-Preis ausgezeichnet. Seit 1964 war er auswärtiges Ehrenmitglied der American Academy of Arts and Letters.

## Werke (Auswahl)
- Fiuri de tapo für Stimme und Klavier, Text: Biagio Marin (1925)
- Caligo für Stimme und Klavier, Text: Biagio Marin (1926)
- Dalla mia terra für Mezzosopran, Chor und Orchester (1928)
- Due liriche del Kalewala für Tenor, Bariton, Kammerchor und 4 Schlagzeuger (1930)
- La canzone del Quarnaro für Tenor und Männerchor (1930)
- Partita für Sopran, Chor und Orchester (1930–1932)
- Estate für Männerchor a cappella (1932)
- Tre studi für Sopran und Kammerorchester (1932)
- Rapsodia für Stimme und Kammerorchester (1932–1933)
- Sei cori di Michelangelo Buonarroti (1933–1936)
- Divertimento in quattro esercizi für Sopran und 5 Instrumente (1934)
- Musica per tre pianoforti (Inni) für 3 Klaviere (1935)
- Tre laudi für Sopran oder Tenor und 13 Instrumente (1936–1937)
- Canti di prigionia für gemischten Chor und Instrumente (1938–1941)
- Piccolo concerto per Muriel Couvreux für Klavier und Orchester (1939–1941)
- Volo di notte, Oper in einem Akt auf Texte des Komponisten (nach Vol de nuit von Antoine de Saint-Exupéry) (1940)
- Cinque frammenti di Saffo für Sopran und Kammerorchester, in der Übersetzung von Salvatore Quasimodo (1942)
- Tre episodi dal balletto „Marsia“ für Klavier (1942–1943)
- Sonatina canonica für Klavier, über Capricci von Paganini (1942–1943)
- Marsia, balletto drammatico in einem Akt (1943)
- Sex carmina Alcaei für Sopran und 11 Instrumente, in der Übersetzung von Salvatore Quasimodo (1943)
- Il prigioniero, Oper in einem Akt, Libretto vom Komponisten (nach La torture von Auguste de Villiers de L’Isle-Adam) (1944–1948)
- Due liriche di Anacreonte für Sopran und Instrumente, in der Übersetzung von Salvatore Quasimodo (1945)
- Ciaccona, intermezzo e adagio für Violoncello solo (1945)
- Rencesvals: Trois Fragments de la Chanson de Roland für Stimme und Klavier (1946)
- Due pezzi für Orchester (Bearbeitung der Due studi für Violine und Klavier) (1946–1947)
- Due studi für Violine und Klavier (1947)
- Quattro liriche di Antonio Machado für Stimme und Klavier (1948)
- Tre poemi für Sopran und Kammerorchester, Texte von James Joyce, Michelangelo Buonarroti und Manuel Machado (auch für Stimme und Klavier) (1949)
- Job, sacra rappresentazione für Solisten, Sprecher, Chor und Orchester, Texte vom Komponisten (nach dem Buch Hiob) (1950)
- Tartiniana für Violine und Orchester, auf Themen von Tartini (1951)
- Canti di liberazione für Chor und Orchester (1951–1955)
- Quaderno musicale di Annalibera für Klavier (1952)
- Goethe Lieder für Frauenstimme und 3 Klarinetten (1953)
- Piccola musica notturna für Orchester (auch für Kammerensemble) (1954)
- Variazioni für Orchester (Bearbeitung der Quaderno musicale di Annalibera für Klavier) (1954)
- An Mathilde für Frauenstimme und Orchester, Text: Heinrich Heine (1955)
- Tartiniana seconda für Violine und Orchester, auf Themen von Tartini (1956)
- Tartiniana seconda für Violine und Klavier, auf Themen von Tartini (1956)
- Concerto per la notte di Natale dell’anno 1956 für Kammerorchester und Sopran, Texte von Jacopone da Todi (1956–1957)
- Cinque canti für Bariton und Instrumente über griechische Gedichte in der Übersetzung von Salvatore Quasimodo (1956)
- Requiescant für gemischten Chor, Kinderchor und Orchester, Texte von Oscar Wilde und James Joyce (1957–1958)
- Dialoghi für Violoncello und Orchester (1959–1960)
- Piccola musica notturna, Oktettfassung (Flöte, Oboe, Klarinette, Celesta, Harfe, Violine, Viola und Violoncello) (1961)
- Preghiere für Bariton und Kammerensemble, Text: Murilo Mendes (1962)
- Three questions with two answers für Orchester (1962)
- Parole di San Paolo für Mezzosopran und 11 Instrumente über den 1. Korintherbrief (1964)
- Ulisse, Oper in zwei Akten mit einem Prolog, Libretto vom Komponisten (nach Homer) (1968, sein Opus summum)
- Sicut Umbra… für Mezzosopran und 15 Instrumente, Text: Juan Ramón Jiménez (1970)
- Tempus destruendi – Tempus aedificandi für gemischten Chor a cappella (1970–1971)
- Commiato für Sopran und 15 Ausführende, Text: Brunetto Latini (1972); in memoriam Harald Kaufmann.[A 2]